# Chicago P.D. (seizoen 2)
Dit artikel vat het tweede seizoen van Chicago P.D. samen. Dit seizoen liep van 24 september 2014 tot 20 mei 2015 en bevatte drieëntwintig afleveringen.

## Rolverdeling

### Hoofdrollen
- Jason Beghe - brigadier Henry "Hank" Voight
- Amy Morton - brigadier Trudy Platt
- Jon Seda - rechercheur Antonio Dawson
- Sophia Bush - rechercheur Erin Lindsay
- Jesse Lee Soffer - rechercheur Jay Halstead
- Elias Koteas - rechercheur Alvin Olinsky
- Patrick Flueger - agent Adam Ruzek
- Marina Squerciati - agente Kim Burgess
- LaRoyce Hawkins - agent Kevin Atwater
- Brian Geraghty - agent Sean Roman

### Terugkerende rollen
- Stella Maeve - Nadia DeCotis
- Kevin J. O'Connor - commandant Fischer
- Markie Post - Bunny
- Samuel Hunt - Craig "Mouse" Gurwitch
- Chris Agos - assistent-openbaar aanklager Steve Kot

## Afleveringen
| Nr. | Aflevering | Titel                          | Regisseur          | Schrijver(s)                        | Selectie gastrollen | Uitzenddatum      |  |
| --- | ---------- | ------------------------------ | ------------------ | ----------------------------------- | --- | ----------------- |  |
| 16 | 1          | Call It Macaroni               | Mark Tinker        | Matt Olmstead                       | Ian Bohen - Edwin Stillwell Kara Killmer - Sylvie Brett Dora Madison - Alissa Martin Hans Fleischmann - Chris Campbell Robert Wisdom - Ron Perry | 24 september 2014 |  |
| Na de moord op technisch onderzoeker Jin wordt Voight al snel de belangrijkste verdachte. Team inlichtingen krijgt orders om zich niet te bemoeien met het onderzoek, zij besluiten al snel om de naam van hun baas te zuiveren en starten hun eigen onderzoek. Zij ontdekken dat interne zaken agent Stillwell een vuil dubbelspel speelde om zo hun baas Voight te kunnen pakken, dit kostte Jin zijn leven. Ondertussen krijgt Burgess een nieuwe partner in de persoon van Sean Roman. De leden van afdeling inlichtingen krijgen een doodsbedreiging van een onbekende groep genaamd Shadow. Op diverse plaatsen in Chicago vinden explosies en overvallen plaats waar de groep Shadow de verantwoordelijkheid voor opeist, dit brengt grote onrust teweeg onder de bevolking. |            |                                |                    |                                     | |                   |  |
| 17 | 2          | Get My Cigarettes              | Arthur W. Forney   | Craig Gore Tim Walsh                | John Bedford Lloyd - Don Enrietto Kevin G. Quinn - Nate Hansen Brian McCaskill - Dale Hansen Scott Benjaminson - Johnny Douglas | 1 oktober 2014    |  |
| Na een serie moorden in Chicago gaat het team op onderzoek uit, het wordt al snel persoonlijk voor Voight als een van zijn vrienden het slachtoffer is. Ze beseffen al snel dat het een seriemoordenaar betreft omdat bij alle slachtoffers een dollarbiljet op hun borst aangetroffen wordt. Ruzek ontdekt dat de vriend van Voight betrokken was in duistere zaken. Dawson en Halstead volgen een spoor dat hun een motief voor de moorden kan geven. Ondertussen onderzoeken Burgess en Roman een serie huisinbraken, hierbij krijgen zij hulp van hun baas Platt. |            |                                |                    |                                     | |                   |  |
| 18 | 3          | The Weigh Station              | Nick Gomez         | Michael Batistick                   | Paul Schulze - Joseph Price Kara Killmer - Sylvie Brett Erik Hellman - dr. Alec Willhite Jason Singer - Oskar Bembenek Scott Benjaminson - Johnny Douglas | 8 oktober 2014    |  |
| Halstead overleeft een moordaanslag terwijl hij een café bezocht, hierbij raakt een onschuldige barkeeper zwaar gewond. Het blijkt dat er een prijs op zijn hoofd is gezet door crimineel Bembenek die door Halstead zijn broer heeft verloren. Het team besluit dan om Halstead tegen zijn zin te beschermen, en tegelijkertijd Bembenek te overtuigen om de prijs op zijn hoofd terug te nemen. Bembenek weigert dit en dit zorgt ervoor dat het team nu een zoektocht opzet om de schutter te vinden die Halstead probeerde te vermoorden. Ondertussen krijgt Lindsay van haar moeder te horen dat zij gaat trouwen. Zij hebben elkaar al een lange tijd niet meer gezien en haar moeder wil weer terug in haar leven, dit kan Lindsay niet aan en ze weigert dit. |            |                                |                    |                                     | |                   |  |
| 19 | 4          | Chicken, Dynamite, Chainsaw    | Reza Tabrizi       | Mo Masi                             | Charlie Barnett - Peter Mills Kara Killmer - Sylvie Brett Armand Schultz - Alderman Colin Becks Michael Park - Asher Roslyn India de Beaufort - Layla Roslyn | 15 oktober 2014   |  |
| Wanneer twee tienermeisjes zijn verdwenen gaat het team een strijd aan met de tijd om hen terug te vinden. Een van de meisjes is een dochter van een politicus en dit geeft extra druk op het team. Halstead, Dawson en Lindsay onderzoeken een woning en vinden dan een spoor dat zij hard nodig hadden in het onderzoek. Voight zet een van de vaders van de meisjes onder zware druk om zo eerlijke antwoorden te krijgen, het blijkt al snel dat de vader niet zo onschuldig is als eerst gedacht. Ondertussen krijgen Burgess en Roman de opdracht om de plaatselijke bevolking de mogelijkheid te geven om wapens in te leveren zonder verdere consequenties. Bij een wapen dat ingeleverd wordt ontdekken zij dat dit gebruikt is bij een onopgeloste moordzaak. Het huwelijk van Dawson lijkt niet meer te redden, dit heeft een effect op zijn dochter die dit niet wil accepteren. |            |                                |                    |                                     | |                   |  |
| 20 | 5          | An Honest Woman                | Mark Tinker        | Michael Weiss                       | Brendan Sexton III - Ian Marks Michael Park - Asher Roslyn India de Beaufort - Layla Roslyn Josh Segarra - Justin Voight Lance Tafelski - Lucasz Gregorie | 22 oktober 2014   |  |
| Wanneer de zwangere vriendin van zijn zoon op bezoek is bij Voight worden zij overvallen, onder bedreiging van een pistool wordt Voight gedwongen zijn spullen in een verborgen brandkast af te geven. Het team gaan dan op jacht naar de daders van de overval om zo de spullen terug te krijgen. Ondertussen gaan Burgess en Roman op zoek naar diegene die een politie-embleem heeft gestolen. Zij zijn geschokt wanneer blijkt dat een jong meisje hierachter zit. Dawson gaat undercover om zo een crimineel te pakken te krijgen. |            |                                |                    |                                     | |                   |  |
| 21 | 6          | Prison Ball                    | Sanford Bookstaver | Eduardo Javier Canto Ryan Maldonado | Michael Gaston - Parish Erik LaRay Harvey - Devon Tucker Marsha Stephanie Blake - Janice Watkins Chris Agos - Steve Kot Brett Matthews - Lyle | 5 november 2014   |  |
| Wanneer een tien jaar oude getuige wordt vermoord gaat het team op onderzoek uit. Atwater en Ruzek gaan undercover als gevangene in een federale gevangenis om zo erachter te komen wie hier achter zit. Buiten gaan Voight en Olinsky achter een ander spoor aan om de oplossing te vinden. |            |                                |                    |                                     | |                   |  |
| 22 | 7          | They'll Have to Go Through Me  | Sanford Bookstaver | Dick Wolf & Matt Olmstead           | Lou Taylor Pucci - Teddy Courtney Onata Aprile - Amy Danny Pino - rechercheur Nick Amaro Kelli Giddish - rechercheur Amanda Rollins Mariska Hargitay - brigadier Olivia Benson William Brown - Bill Van Camp                                                                                       | 12 november 2014  |  |
| Deze aflevering is een cross-over met de televisieseries Chicago Fire en Law & Order: Special Victims Unit. Het team wordt vergezeld met de rechercheurs van SVU uit New York in hun onderzoek naar een pedofielennetwerk. |            |                                |                    |                                     | |                   |  |
| 23 | 8          | Assignment of the Year         | Nick Gomez         | Mick Betancourt                     | India de Beaufort - Layla Roslyn Michael Park - Asher Roslyn Chris Agos - Steve Kot Jim Saltouros - Ed Glasser Kirk Anderson - William Wells | 19 november 2014  |  |
| Dawson werkt in zijn eigen tijd bij een particulier beveiligingsbedrijf, dat eigendom is van Ramon. Zijn werkzaamheden lopen echter slecht af en hij moet binnen twee dagen deze zaak oplossen om zo zijn baan bij de politie te kunnen behouden. Zijn collega's bij het team inlichtingen besluiten om hun collega te helpen en zijn naam te zuiveren. |            |                                |                    |                                     | |                   |  |
| 24 | 9          | Called in Dead                 | Alik Sakharov      | Craig Gore Tim Walsh                | Spencer Grammer - Jenn Cassidy Jay Whittaker - Trenton Bostaph Bailey Chase - David Lang Melissa Carlson - Meredith Olinsky | 10 december 2014  |  |
| Wanneer een vriendin van Nadia bijna een overdosis heroïne neemt in het huis van Lindsay, wordt al snel ontdekt dat de heroïne uit een stripclub komt. Het team gaan naar de stripclub vermomt zich als overvallers en zij maken daar 20 kilo heroïne buit. Deze actie kan echter wel hun baan kosten. Later wordt Olinsky gegijzeld door de drugsdealers om zo hun heroïne terug te krijgen. Ondertussen twijfelt Lindsay nog steeds over haar toekomst bij het team inlichtingen. Burgess ontmoet de ex-vriendin van Roman, zij werkt nu als politiehondbegeleidster. Terwijl Roman aan het bekvechten is met zijn ex-vriendin wordt Burgess neergeschoten. |            |                                |                    |                                     | |                   |  |
| 25 | 10         | Shouldn't Have Been Alone      | Fred Berner        | Michael Weiss                       | Spencer Grammer - Jean Cassidy James Colby - Ray Dwyer Bailey Chase - David Lang Craig Spidle - dr. Isaac Webber Erika Haaland - Abby Goulding | 7 januari 2015    |  |
| Nadat Burgess werd neergeschoten gaat het team op onderzoek uit naar de dader. Het onderzoek leidt hen naar een huis met boobytraps, dit leidt hen weer naar een geestelijk gestoorde student. Na meerdere plekken met boobytraps leren zij de donkere motieven van de student. Ondertussen wordt Burgess bijgestaan door de rechercheurs in haar herstellen, Voight informeert aan haar of zij een nieuwe uitdaging in haar carrière wil aangaan. |            |                                |                    |                                     | |                   |  |
| 26 | 11         | We Don't Work Together Anymore | Mario Van Peebles  | Michael Bastick Mo Masi             | Bianca Lawson - Kylie Rosales Bailey Chase - David Lang Adrian Aguilar - agent Freddie Castillo Gonzalo Vargas - Esteban Urbina Michael Fatigato - Emilio Quentin | 14 januari 2015   |  |
| Burgess wordt ontslagen uit het ziekenhuis, zij krijgt tijdelijk kantoorwerk toegewezen om zo te kunnen herstellen. Dit houdt in dat Platt tijdelijk haar veldwerk overneemt en gaat werken met Roman. Ondertussen heeft Lindsay een andere baan aangenomen, zij werkt nu voor de federale politie. Zij moet al snel haar oude afdeling inschakelen met het onderzoek naar een ontvoering. Zij krijgt al snel twijfels over haar beslissing om te gaan werken voor de federale politie. |            |                                |                    |                                     | |                   |  |
| 27 | 12         | Disco Bob                      | Holly Dale         | Maisha Closson Cole Maliska         | Jack Coleman - Bob Ruzek Alex Manette - Wes Denton David Eigenberg - Christopher Herrmann Mark Pellegrino - Jim Anderoff Adrian Aguilar - agent Freddie Castillo | 21 januari 2015   |  |
| Wanneer een moeder en haar dochter worden vermoord gaat het team op onderzoek uit, deze zaak ligt gevoelig voor Voight. Ondertussen blijft Halstead gevoelens houden voor Lindsay. Lindsay bereidt haar voor op een undercovermissie in Bolivia. Burgess start vandaag weer met haar oude werkzaamheden. |            |                                |                    |                                     | |                   |  |
| 28 | 13         | A Little Devil Complex         | Steve Shill        | Michael Brandt Derek Haas           | Robert Knepper - Adrian Gish Ellen Woglom - Megan Shay Monica Raymund - Gabriela Dawson Charlie Barnett - Peter Mills Eamonn Walker - Wallace Boden Ricardo Gutiérrez - Bob Kirchen | 4 februari 2015   |  |
| Deze aflevering is een cross-over met de televisieserie Chicago Fire. Nadat ambulanceverpleegkundige Shay omgekomen is door een brand die het werk was van een brandstichter gaat het team op onderzoek uit. De brandstichter zet het team op het verkeerde spoor door het gebruik van diverse aliassen, inclusief een alias die dezelfde is als de naam van een bij een brand omgekomen brandweerman, een brand die ook het leven kostte van de vader van brandweerman Peter Mills. Het team ontdekt dat de brandstichter op zevenjarige leeftijd een brand overleefde die de rest van zijn familie het leven kostte. Tevens ontdekken zij dat de brandstichter achter brandweervrouw Dawson zit, en dat hij haar in een lift heeft gevangen. Hij giet brandstof in de lift om die in brand te steken terwijl zij daar gevangen zit. Brandweervrouw Dawson kan hem echter aan het lijntje houden zodat haar broer, rechercheur Dawson hem kan neerschieten. Ondertussen gooit Platt al haar charmes in de strijd bij haar werknemers, dit wekt verdenkingen op bij Burgess en Platt. Wanneer zij hier bij Platt navraag doen horen zij dat zij dit doet omdat zij onderzocht wordt door het hoofdbureau na een klacht. Later blijkt dat zij haar charmes in de strijd gooide omdat een verslaggever een verhaal over haar schreef, deze leugen maakt Burgess woedend en hij loopt weg van haar. |            |                                |                    |                                     | |                   |  |
| 29 | 14         | Erin's Mom                     | Mark Tinker        | Craig Gore Tim Walsh                | Angelique Cabral - Gina Gawronski Geoff Meed - Jared Miko Kara Zediker - Sarah Normark Randy Flagler - Capp Scott Benjaminson - Johnny Douglas | 11 februari 2015  |  |
| Het team gaat na een moord op onderzoek uit, het wordt al snel duidelijk dat de moeder van Lindsay en haar nieuwe man hier iets mee te maken hebben. Later kunnen zij een verdachte arresteren en sluiten hem op in een cel. Al vrij snel vermoordt de verdachte een medegevangene en kan hij ontsnappen uit zijn cel, dit geeft een grote impact op Platt. Lindsay ondervraagt haar moeder over haar rol in deze zaak. Het wordt duidelijk dat haar moeder probeert haar leven weer op de rails te krijgen, dit omdat zij geld leent van een woekeraar. Voight besluit haar hiermee te helpen met de belofte dat zij uit hun leven verdwijnt. Later wordt Voight bedankt door Lindsay met wat hij gedaan heeft. |            |                                |                    |                                     | |                   |  |
| 30 | 15         | What Do You Do                 | Nick Gomez         | Michael Brandt Derek Haas           | McKinley Belcher III - Aubrey Carrington Rege Lewis - Kendall Calvin Dutton - Orion Sampson Rich Ting - Chang Michael Vieau - Dan Jenkins | 18 februari 2015  |  |
| Burgess en Roman stuiten per toeval op een smokkelorganisatie, dan worden zij ineens gevangengenomen door de smokkelaars en worden ze vastgehouden tegen hun wil. Dan lukt het beiden om bijna te ontsnappen, Roman faalt hierin maar Burgess lukt het na het doden van een smokkelaar te ontsnappen. Als er meerdere smokkelaars aankomen wordt de situatie toch dreigender, gelukkig komt het team net op tijd om zowel Burgess al Roman te bevrijden. Ondertussen krijgt het team een certificaat voor het gebruiken van een taser. |            |                                |                    |                                     | |                   |  |
| 31 | 16         | What Puts You On That Ledge    | Fred Berner        | Eduardo Javier Canto Ryan Maldonado | Phil Burke - Cooper Brendan McCarthy - Vince Parker Charles Baker - Terry Warfield Stephen Louis Grush - Rick Manning Felix Solis - Guthrie Monica Raymund - Gabriela Dawson | 25 februari 2015  |  |
| Dawson gaat op verzoek van interne zaken diep undercover in een criminele bende, die waarschijnlijk verantwoordelijk is voor het ontvoeren van een politieagent die 200.000 dollar gestolen heeft. Dan ontdekt Dawson dat een oude vriend van hem hier een rol in speelt. Ondertussen krijgen Burgess en Roman een oproep voor hulp bij een civiele zaak, later blijkt dit een moordzaak te zijn. |            |                                |                    |                                     | |                   |  |
| 32 | 17         | Say Her Real Name              | Nick Gomez         | Dick Wolf Matt Olmstead             | Nick Gehlfuss - dr. Will Halstead Gary Perez - Fabian Sosa Kale Clauson - Mason 'Mad Max' Rutowski Joshua Butler - Josh 'The Pope' Daniels | 25 maart 2015     |  |
| Wanneer een demonstrant wordt doodgeschoten bij een demonstratie gaat het team inlichtingen op onderzoek uit. Het blijkt al snel dat het doelwit eigenlijk een hooggeplaatste Argentijn was. Ondertussen krijgt Dawson bezoek van zijn broer, dit leidt al snel tot problemen. |            |                                |                    |                                     | |                   |  |
| 33 | 18         | Get Back to Even               | Jann Turner        | Michael Weiss                       | Nick Gehlfuss - dr. Will Halstead Pam Mack - Michelle Post Storm Reid - Denise John Kelly - Aaron McIntyre | 1 april 2015      |  |
| Het onderzoek van het team inlichtingen in een drugsdiefstal loopt verkeerd af, en legt een connectie bloot tussen Voight en een vermiste tiener. Ondertussen wordt de werkelijke reden duidelijk van de komst van de broer van Dawson. Platt bekommert zich over een jong meisje in het politiedistrict. |            |                                |                    |                                     | |                   |  |
| 34 | 19         | The Three Gs                   | The Three Gs       | Craig Gore Tim Walsh                | Li Jun Li - Anna Tse Kelvin Han Yee - Dennis Lee Brian Tee - Jesse Kong Allen Theosky Rowe - Eddie Cao Alina Jenine Taber - Lexi Olinsky Melissa Carlson - Meredith Olinsky | 8 april 2015      |  |
| Wanneer er diverse doden vallen in een fabriek in Chinatown gaat het team op onderzoek uit. Zij gaan op jacht naar een mensensmokkelaar en meest gezochte misdadiger van Chicago die al eerder uit de handen van Olinsky kon ontsnappen. Ondertussen heeft Roman een ruzie met een collega. Platt bereid Nadia voor met haar polygraaftest. |            |                                |                    |                                     | |                   |  |
| 35 | 20         | The Number of Rats             | Nick Gomez         | Matt Olmstead Warren Leight         | Mariska Hargitay - brigadier Olivia Benson Danny Pino - rechercheur Nick Amaro Ice-T - rechercheur Odafin 'Fin' Tutuola Peter Scanavino - rechercheur Dominick 'Sonny' Carisi jr. Dallas Roberts - Greg Yates Stella Maeve - Nadia Nick Gehlfuss - dr. Will Halstead Jesse Spencer - Matthew Casey | 29 april 2015     |  |
| Deze aflevering is een cross-over met de televisieserie Chicago Fire & Law & Order: Special Victims Unit. Benson komt naar Chicago om het team te helpen met een verkrachting/moordzaak dat verdacht veel lijkt op een zaak in New York van tien jaar geleden. Later roept zij haar collega's Fin en Amaro om haar hiermee te helpen. |            |                                |                    |                                     | |                   |  |
| 36 | 21         | There's My Girl                | Mark Tinker        | Michael Batstick Mo Masi            | Joe Minoso - Joe Cruz Sean Bradley - Mason Brahmer Rinska Carrasco - Valerie Muniz Haley Seda - Isabella Muniz Anton Bassey - Kenny Reevis | 6 mei 2015        |  |
| Wanneer een bomaanslag wordt gepleegd op een trendy café gaat het team op onderzoek uit. Onder de slachtoffers bevindt zich een collega, nu moeten zij hun gevoelens opzij zetten om zich te richten op het onderzoek. Zij hebben al snel een lange lijst met verdachten en maar een goede ooggetuige, Isabelle, die wel minderjarig is. Halstead krijgt uiteindelijk toestemming van de moeder van Isabelle om haar te laten vertellen wat zij zag. Atwater ondervindt al snel problemen als hij een cruciale fout maakt in het onderzoek. Dan lukt het team het, met dank aan technisch onderzoek, om de zaak tot een goed einde te brengen. Ondertussen helpt Voight Platt met het regelen voor een herdenkingssteen voor hen omgekomen medewerkster Nadia. |            |                                |                    |                                     | |                   |  |
| 37 | 22         | Push The Pain Away             | Sanford Bookstaver | Eduardo Javier Canto Ryan Maldonado | Marc Menchaca - Owen Kozelek Taylor John Smith - Nick Sutter Robert Belushi - Landon Vanick Chris Daley - Evan Kozelek Jimmy Callahan - Ray Kozelek Ryan Kitley - Don Hastings | 13 mei 2015       |  |
| Wanneer een schietpartij heeft plaatsgevonden in een sportclub gaat het team op onderzoek uit. Zij moeten snel zijn voordat de schutters meer slachtoffers maken. Zij ontdekken dan dat de slachtoffers allen werkzaam waren bij dezelfde advocatenkantoor, nu vermoeden zij dat de schutters uit wraak handelden tegen dit kantoor. Atwater is druk bezig met zijn nieuwe opdracht en, terwijl hij hiermee bezig is, speelt hij een belangrijke rol met het vinden van de locatie waar de schutters verblijven. Ondertussen proberen Halstead en Platt contact te krijgen met Lindsay om te zien hoe het met haar gaat. Een doorgedraaide man gijzelt mensen in de binnenstad, Voight gaat alleen naar hem toe om te onderhandelen. |            |                                |                    |                                     | |                   |  |
| 38 | 23         | Born Into Bad News             | Mark Tinker        | Craig Gore Tim Walsh                | Jeremy Davidson - sergeant Roland Jamie Anne Allman - Linda Sovana Joseph Anderson - Carter Perry Madison McLaughlin - Michelle Sovana Robert Belushi - Landon Vanick | 20 mei 2015       |  |
| De gepensioneerde commandant Perry vraagt Voight en zijn team om hulp om zijn neef te redden. Hij is politieagent op een corrupt bureau waar zij drugsdealers bestelen. Wanneer de dingen verkeerd dreigen af te lopen moet Voight een gevecht met zijn eigen aangaan. Ondertussen gaat het niet goed met Lindsay, zij neemt te veel drank en drugs tot zich. Dit loopt zo verkeerd dat zij niet meer te houden is en dit resulteert in het inleveren van haar insigne en het ontslag. Olinsky krijgt bezoek van een vrouw uit zijn verleden. |            |                                |                    |                                     | |                   |  |